# Amiran Kardanov
Amiran Kardanov (n. 19 august 1976, Cikola⁠(d), RSFS Rusă, URSS) este un luptător ce a reprezentat Grecia, medaliat olimpic. A participat la 3 ediții ale Jocurilor Olimpice (1996, 2000, 2004) în care a câștigat o medalie de bronz.